# Ann-Kathrin Brömmel
Ann-Kathrin Brömmel, connue sous le nom de Ann-Kathrin Vida, née le 6 décembre 1989 à Emmerich am Rhein en Allemagne de l'Ouest, est un mannequin et une chanteuse allemande.

## Biographie
Ann-Kathrin a grandi avec ses deux frères, Nils et Sebastian à Emmerich am Rhein. Durant sa jeunesse, elle a pris des cours de chant, de ballet et de piano. À l'âge de seize ans, elle a commencé une carrière de mannequinat. En 2010, elle se présente sous le nom de scène Trina et publie son premier single This Is Me. En 2011, elle sort son deuxième single, Body Language.
En 2012, elle a participé à la septième saison de l'émission Germany's Next Topmodel, où elle a fait son entrée dans le top 50. Depuis l'été 2012, elle est en relation avec le footballeur Mario Götze. En 2013, elle a posé pour GQ et FHM dans de nombreux pays. Pour la Coupe du Monde de la FIFA 2014, elle a été sponsorisée par la marque Axe. Elle a posé pour la couverture du magazine FHM, à Johannesbourg en Afrique du Sud et a également participé au documentaire The Team. En 2015, elle est apparue dans le calendrier du chocolatier Lambertzet et en tant que modèle de couverture dans le magazine sportif Autriche. En 2016, elle a posé pour la marque de bain et de lingerie, Lascana.
En tant qu'actrice de doublage, elle a prêté sa voix à Francine, le paresseux géant, dans le film d'animation L'Âge de glace : Les Lois de l'Univers. Pour l'UEFA EURO 2016, elle est apparue dans une publicité pour la chaîne d'électronique Media Markt. En 2017, elle a été candidate à la 10e saison de Let's Dance, version allemande de Danse avec les stars, où elle a terminé à la dixième place. En 2017, elle a participé à une campagne pour l'organisation de défense des animaux PETA contre le port de fourrure.
Elle a une chaîne YouTube, sous le nom de Ann-Kathrin Götze ou elle partage vie privée, maquillage et vlogs.

## Vie privée
De 2007 à 2008, elle fréquente le musicien allemand Tom Kaulitz, guitariste et pianiste du groupe de pop rock allemand Tokio Hotel. Elle a ensuite eu une courte relation avec le gardien de but allemand Manuel Neuer. Elle est aujourd'hui en couple avec le footballeur international allemand Mario Götze,. Le couple s'est marié en mai 2018 et attend son premier enfant,. Ann-Kathrin Brömmel donne naissance à un garçon le 5 juin 2020, prénommé Rome. Le 20 octobre 2023, le couple accueille son deuxième enfant, une fille prénommée Gioia.

## Émissions télévisées et participations
- 2012 : Germany's Next Topmodel (7e saison) : en compagnie d'Heidi Klum
- 2017 : Let's Dance (10e saison) : Candidate

## Discographie

### Singles
- This Is Me
- Body Language

### Reprises
- Love yourself (reprise de Justin Bieber)
- The Heart Wants What It Wants (reprise de Selena Gomez)
- Santa Baby (reprise de Eartha Kitt)

## Filmographie

### Doublage
- 2016 : L'Âge de glace : Les Lois de l'Univers de Michael Thurmeier : Francine